# فرودگاه صحرایی نظامی گتسنهوون
فرودگاه صحرایی نظامی گتسنهوون (به انگلیسی: Goetsenhoven Military Airfield) یک فرودگاه است که یک باند فرود آسفالت دارد و طول باند آن ۷۸۰ متر است. این فرودگاه در کشور بلژیک قرار دارد و در ارتفاع ۷۵ متری از سطح دریا واقع شده‌است.